# Taxco
Taxco, cujo nome completo é Taxco de Alarcón, é uma cidade do estado de Guerrero, no México.
Taxco é uma aldeia colonial de casas brancas que se espalham pelas colinas.
Taxco está repleta de igrejas barrocas, palácios, pequenas praças pouco movimentadas e ruas povoadas de mansões centenárias. Apesar da riqueza histórica de Taxco, a sua principal atração são as centenas de ourivesarias especializadas em prata espalhadas por toda a cidade.